# Bataille d'Aquia Creek
Guerre de Sécession
Batailles
Fort Sumter - 1re Bull Run - Shiloh - Sept Jours - 2nd Bull Run - Antietam - Fredericksburg - Stones River - Chancellorsville - Gettysburg - Vicksburg - Chickamauga - Chattanooga - Wilderness - Spotsylvania
La bataille de l'Aquia est livrée du 29 mai au 1er juin 1861, dans le comté de Stafford, en Virginie, pendant les opérations de blocus de la baie de la Chesapeake par les forces de l'Union, au cours de la guerre de Sécession.
Trois canonnières nordistes bombardent les batteries d'artilleries confédérées installées près de l'embouchure de la rivière Aquia, afin de protéger la station terminus nord de la voie de chemin de fer qui mène à Richmond. Quoique les Confédérés s'attendent à un débarquement, celui-ci ne se réalise pas et l'engagement prend fin sans résultat tangible et sans vainqueur. Par la suite cependant, les Sudistes estimèrent prudent de déplacer leurs batteries.

## Source
- CWSAC Battle Summaries, National Park Service (en anglais)

## Référence
- (en) Cet article est partiellement ou en totalité issu de l’article de Wikipédia en anglais intitulé « Battle of Aquia Creek » (voir la liste des auteurs).